# Mercat de Santa Caterina
El Mercat de Santa Caterina és un edifici aïllat que ocupa l'illa de cases entre l'avinguda de Francesc Cambó i els carrers de les Freixures, d'en Giralt el Pellisser i de Colomines, inclòs a l'Inventari del Patrimoni Arquitectònic de Catalunya. L'edificació neoclàssica original, de la qual es conserven les façanes, data del 1848, però fou remodelada totalment per l'estudi d'arquitectes EMBT (Enric Miralles i Benedetta Tagliabue) i inaugurada el 10 de maig del 2005.

## Història
El 1837 fou enderrocat el desamortitzat convent de Santa Caterina, i els arquitectes Francesc Vallès i Cuchí, nomenat per la Reial Hisenda, i Josep Mas i Vila, pel municipi, van traçar el projecte d'un mercat públic al seu emplaçament. El 27 de març del 1843, l'Ajuntament de Barcelona va demanar al Govern espanyol la cessió del solar, que li fou concedida per Reial Ordre del 31 de juliol de l'any següent, amb un termini de dos anys per les obres, i el 10 d'octubre es va col·locar la primera pedra.
Mas i Vila traçà el projecte, aprovat el 9 de gener del 1845, d'una plaça coberta de 400 x 200 pams (que s'anomenaria d'Isabel II), envoltada per un porxo de 30 pams d'amplada, inspirada en el mercat de Saint Germain a París (1813-1817), obra de Jean-François Blondel. El 18 de febrer es va acordar aumentar la llum dels arcs de la porxada a 13,50 m, igual a la dels Porxos d'en Xifré, la qual cosa va disminuir la capacitat de la plaça. Tanmateix, l'oposició de l'Intendent General a la subhasta dels solars del convent, van motivar la paralització de les obres. Per aquest motiu, el 31 de gener del 1846, l'Ajuntament va encarregar a Vallès que viatgés a Madrid per tal d'obtenir una resolució favorable, la qual es va produir el 30 de març.
La negativa a l'expropiació (que no es faria efectiva fins al 1851) de Marià Borrell, propietari de la casa núm. 3 de la plaça de Santa Caterina, va fer que el nou mercat tingués tres façanes en lloc de quatre. Amb les pressions del Govern, el 15 de juny del 1847 es va redactar el plec de condicions per a la continuació de les obres, adjudicat en subhasta al contractista José Treviño, qui la va cedir a Antoni Zulueta i Guasch. El contractista cobraria una quantitat estipulada per cada lloc de venda del mercat durant un determinat nombre d'anys, i a més, va obtenir un préstec de 20.000 duros a retornar entre 1848 i 1849. Finalment, el nou mercat va ser inaugurat el 15 d'agost del 1848.
Només restaven encara en peu les cases núms. 2-4 del carrer de les Freixures, propietat d'Ignasi Girona i Targa, que foren expropiades el 1853 per a construir-hi la peixateria de la part septentrional (actual avinguda Cambó). El 1864, Miquel Garriga i Roca hi va projectar una ampliació per la banda del carrer de Colomines, i el 1873, Antoni Rovira i Trias va projectar el reforç de les encavallades de la coberta, així com de l'acabament de les peixateries.

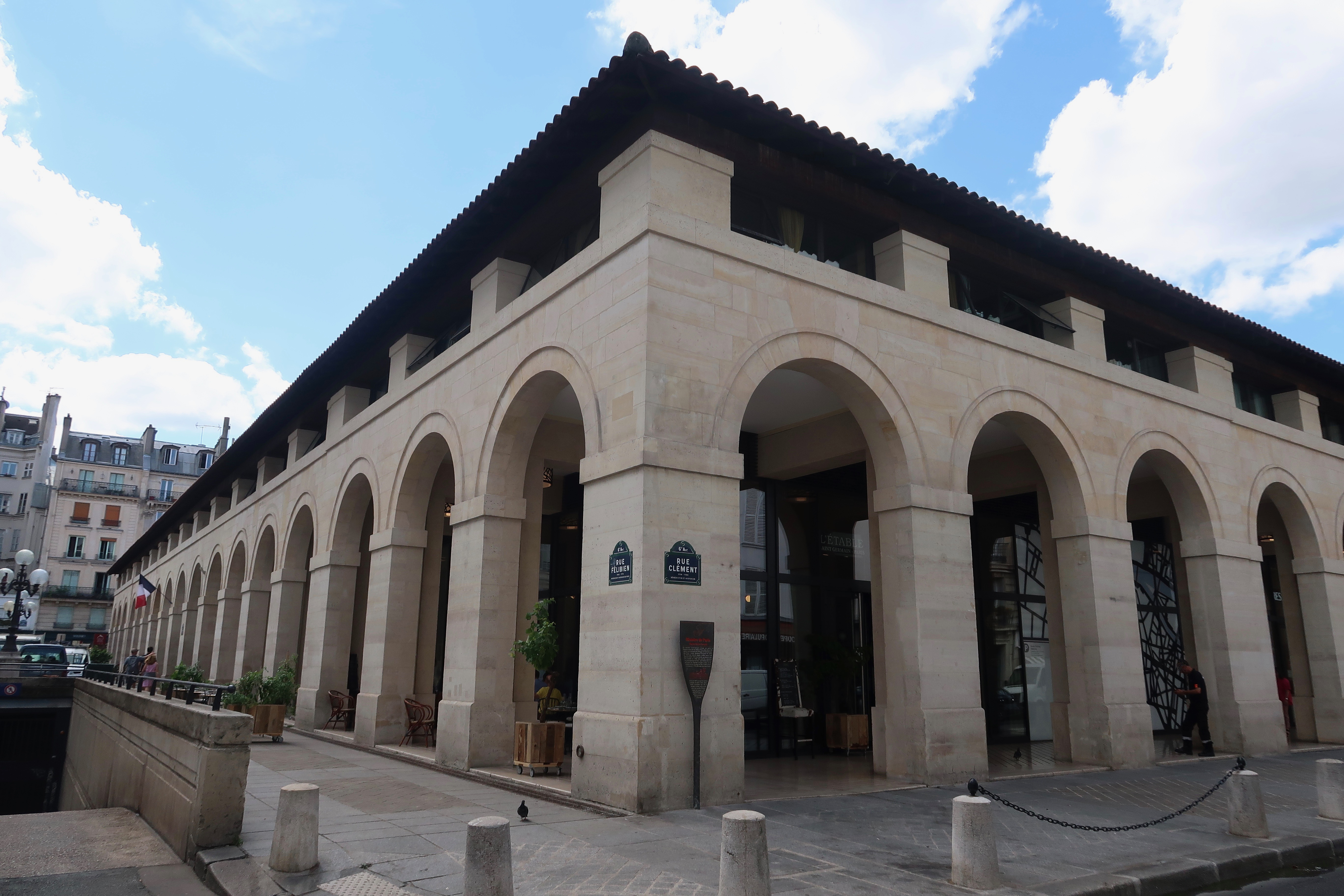
Mercat de Saint Germain a París

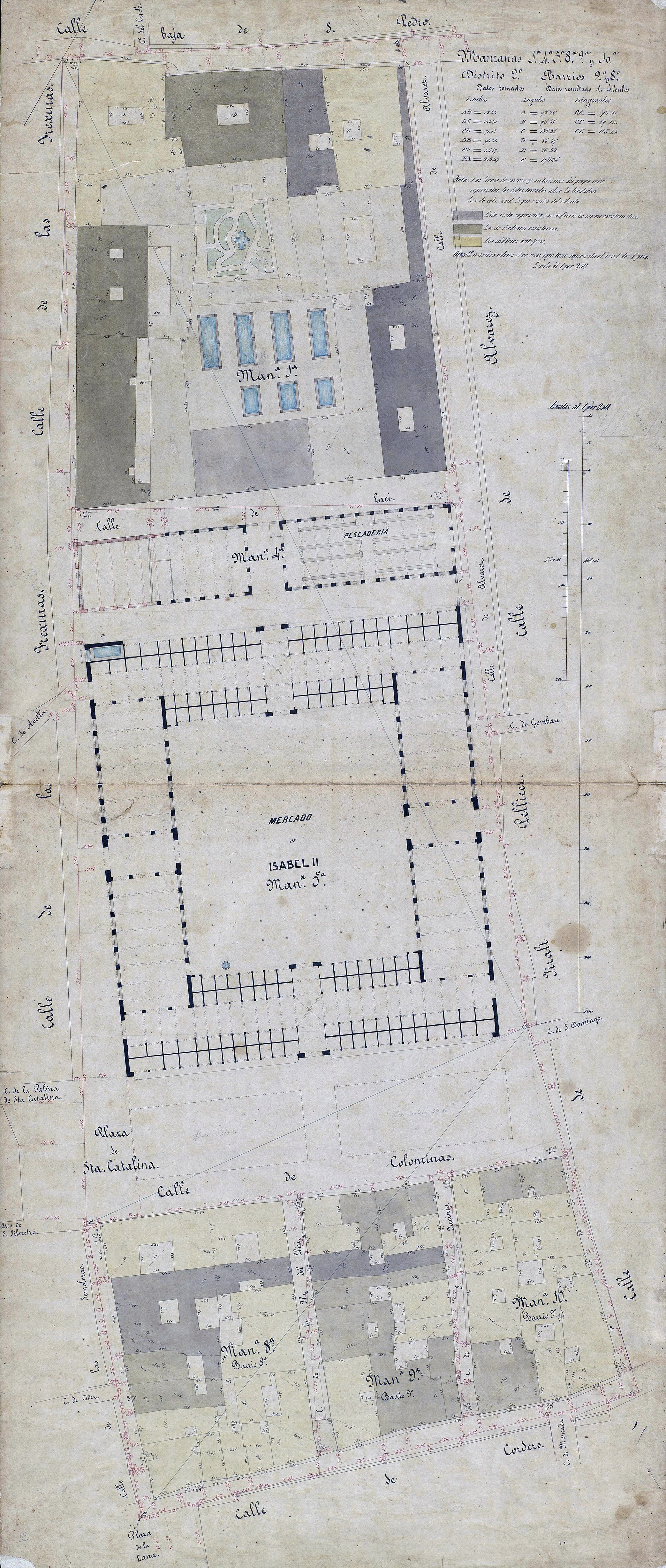
Quarteró núm. 31 de Garriga i Roca (c. 1860)

## Descripció
La façana principal està formada per un seguit d'arcades de mig punt sobre les quals hi ha una cornisa i una barana de balustres. Al centre hi ha la porta formada per dues pilastres amb capitell dòric, que queda a l'alçada de la cornisa, que aguanten un alt mur amb un arc de mig punt dins i, a sobre, un frontó sense decoració. A les façanes laterals es repeteix l'esquema d'arcades i balustrada combinat amb portes similars a la principal. En cada façana lateral s'obren tres portes i en les centrals el frontó és substituït per un entaulament sobre el qual hi ha un mur esglaonat, i la clau de volta de l'arc de mig punt està ressaltada.
La façana posterior es va refer en la remodelació del 2005 i no fa una línia recta com les altres sinó una diagonal, creant línies anguloses. La part inferior és un gran aparador de vidre amb columnes de ferro, i la superior ressegueix les formes corbes de la teulada i està decorada amb rectangles de fusta coberts per taulons com si fossin palets enganxats al mur.
La teulada també és fruit de la reforma del segle xxi i pren un gran protagonisme. Fa unes línies ondulants que en alguns punts arriben a ser arcs parabòlics. La coberta està aguantada per una encavallada de fusta, allà on les ondulacions són menys pronunciades, i per bigues de ferro. A les façanes principal i posterior les bigues recolzen sobre grups de tubs de ferro que arriben fins al terra i agafen formes entortolligades. A més, a la façana posterior sobresurt una gran biga d'obra. La teulada per la part interior està folrada de fusta però externament està coberta per un mosaic ceràmic de 4.200 m² amb els colors de les fruites i les verdures.
A l'interior, els passadissos amb les parades segueixen línies irregulars, la qual cosa dona sensació d'amplitud. Tota l'estructura de la coberta és visible. Damunt de la porta principal hi ha una petita estructura de fusta amb la figura de Santa Caterina.
A la part posterior s'ha reservat un espai on s'han deixat visibles part de les restes de l'antic convent. El MUHBA hi ha instal·lat un seguit de plafons per explicar-ne la història i facilitar-ne la compressió.